# Acido (+)-abscissico 8'-idrossilasi
La acido (+)- abscissico 8'-idrossilasi è un enzima appartenente alla classe delle ossidoreduttasi, che catalizza la seguente reazione:
(+)-abscissato + NADPH + H+ + O2 ⇄ 8'-idrossiabscissato + NADP+ + H2O
L'enzima è una proteina eme-tiolata (P-450). Catalizza il primo passo della degradazione ossidativa dell'acido abscissico e viene considerato l'enzima più importante nel controllo della percentuale di degrazione di questo ormone delle piante.[1]. Il CO inibisce la reazione, ma i suoi effetti possono essere ribaltati dalla presenza della luce blu[1]. L'8'-idrossiabscissato generato può essere convertito in acido (-)-faseico, molto probabilmente in maniera spontanea. Altri enzimi sono coinvolti nel pathway di biosintesi dell'acido abscissico, quali la xantossina deidrogenasi (numero EC 1.1.1.288), la aldeide abscissica ossidasi (numero EC 1.2.3.14) e la 9-cis-epossicarotenoide diossigenasi (numero EC 1.13.11.51).